# Dyrektorium o pobożności ludowej i liturgii: zasady i wskazania
Dyrektorium o pobożności ludowej i liturgii: zasady i wskazania – dokument Kongregacji Kultu Bożego i Dyscypliny Sakramentów z roku 2001.

## Historia powstania
Ojcowie Soboru Watykańskiego II w Konstytucji o Liturgii świętej, wyrazili takie pragnienie i wolę: "Usilnie się zaleca nabożeństwa chrześcijańskiego ludu, pod warunkiem, ze sprawuje się je zgodnie z przepisami i zasadami Kościoła, zwłaszcza gdy odbywają się na zlecenie Stolicy Apostolskiej. Szczególnym uznaniem cieszą się także nabożeństwa partykularnych Kościołów, sprawowane z polecenia biskupów, zgodnie ze zwyczajami lub prawnie zatwierdzonymi księgami. Uwzględniając okresy liturgiczne, należy te nabożeństwa tak uporządkować, aby były zgodne ze świętą liturgią, z niej niejako wypływały i do niej wiernych prowadziły. Liturgia bowiem ze swej natury znacznie je przewyższa." (Sobór Watykański II, Konstytucja o Liturgii świętej, nr 13).
Po Konferencji Plenarnej Kongregacji Kultu Bożego i Dyscypliny Sakramentów we wrześniu 2001 roku, papież Jan Paweł II 14 grudnia 2001 zatwierdził "Dyrektorium o pobożności ludowej. Zasady i wskazania". 

## Treść
W Dyrektorium jest mowa o harmonijnej zgodności między liturgią a pobożnością ludową. Dokument przypomina również zasady, które powinny być podstawą tej zgodności. Podaje on także odpowiednie wskazania w celu ich zastosowania w każdym z Kościołów lokalnych zgodnie z ich tradycjami miejscowymi. 
Część pierwsza dokumentu zawiera wnioski wynikające z historii, nauczania Magisterium Kościoła i teologii, dla poszanowania i odnowy pobożności ludowej. 
Część druga zawiera wskazania odnoszące się do konkretnych praktyk pobożności, ujęte w rozdziałach: 
- Rok liturgiczny i pobożność ludowa
- Cześć oddawana Matce Bożej
- Kult świętych i błogosławionych
- Modlitwy wstawiennicze za zmarłych
- Sanktuaria i pielgrzymki[1].